# تپه داشلی علوم
تپه داشلی علوم مربوط به دوران پیش از تاریخ ایران باستان است و در شهرستان بجنورد، غرب یک صعودبالا واقع شده و این اثر در تاریخ ۳ بهمن ۱۳۵۶ با شمارهٔ ثبت ۱۵۸۹ به‌عنوان یکی از آثار ملی ایران به ثبت رسیده است.